# Stone Mountain (góra)

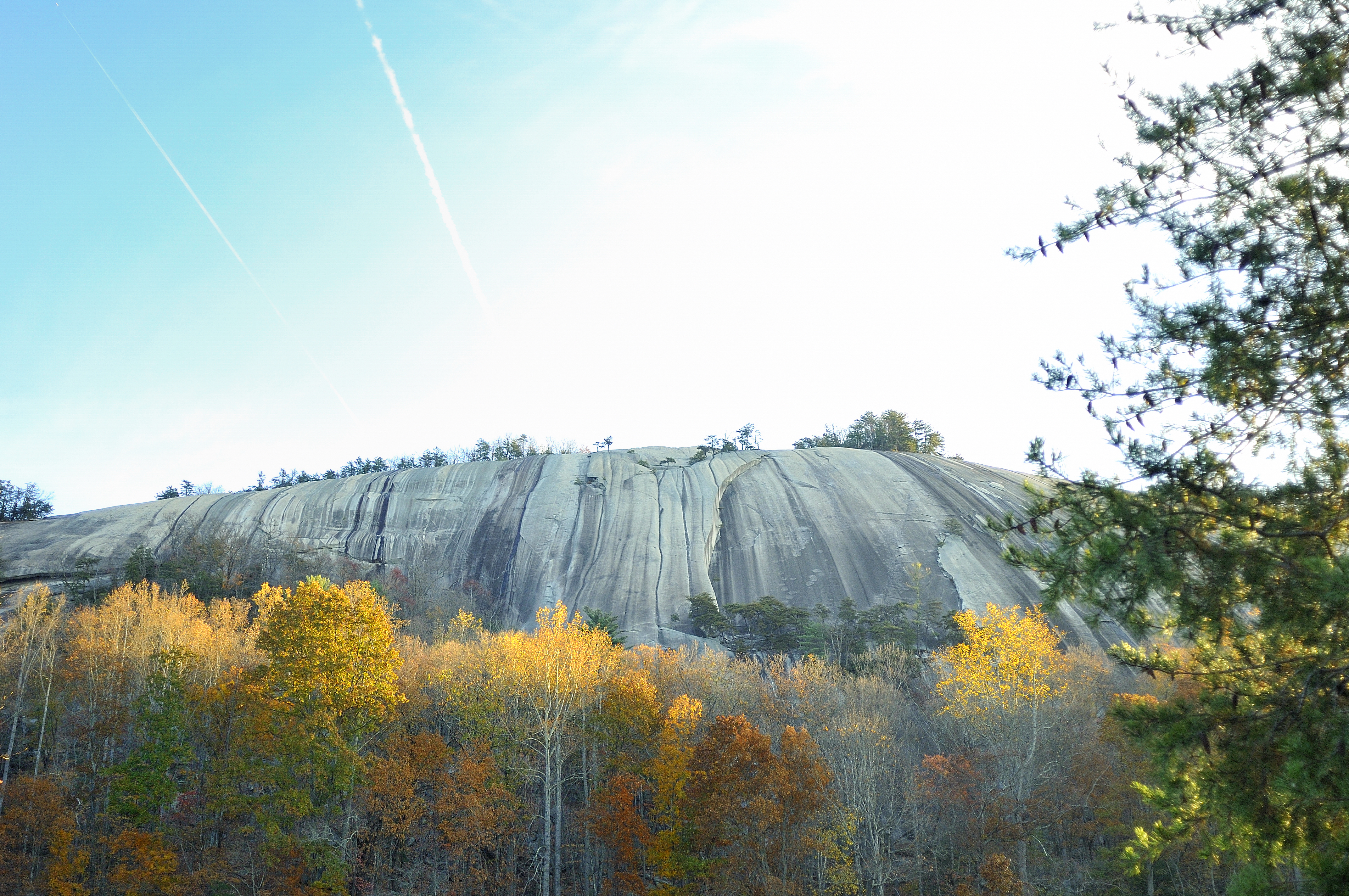
Stone Mountain

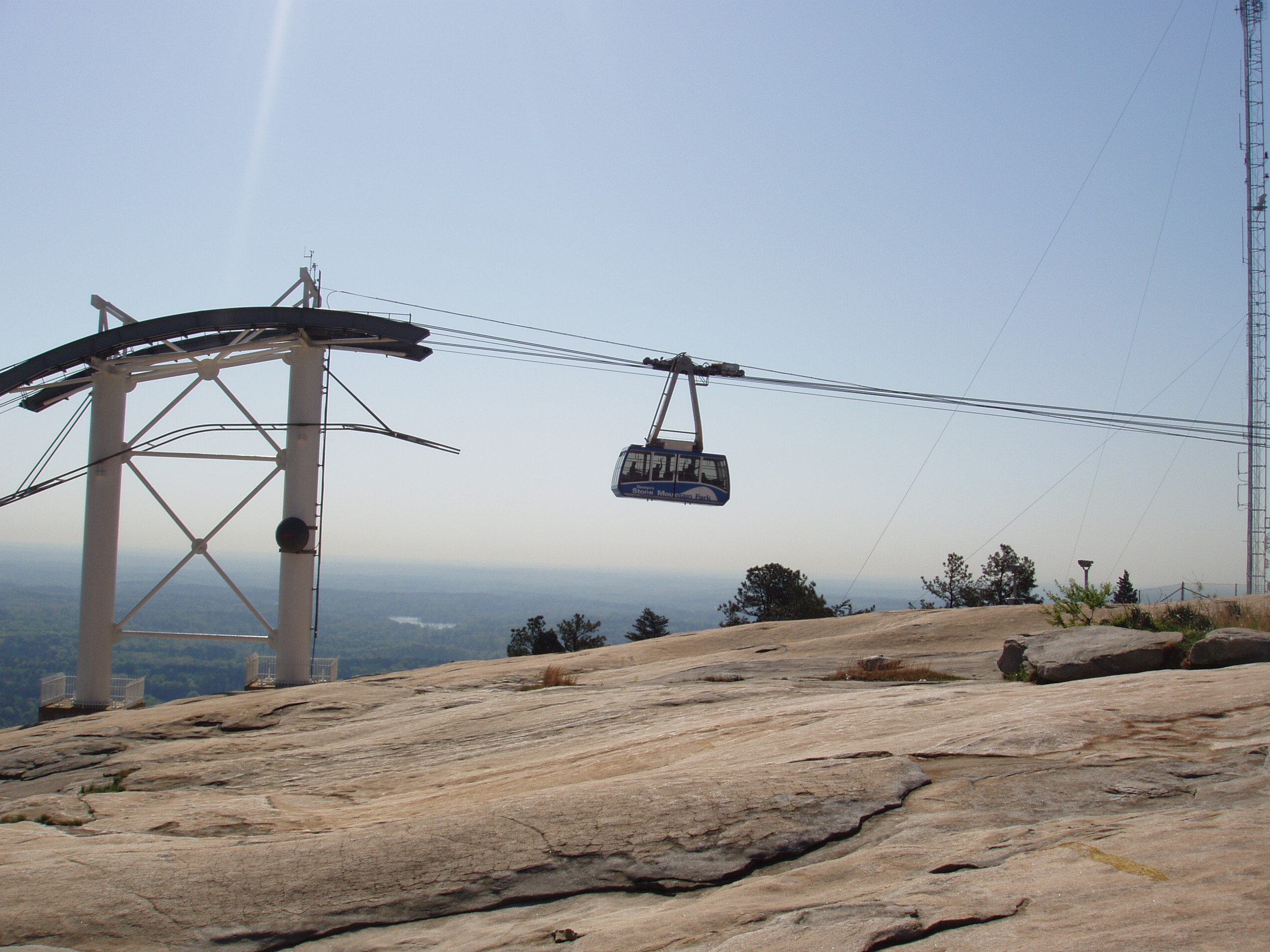
Kolejka linowa na Stone Mountain

Stone Mountain (pol. Kamienna Góra) – góra w USA w stanie Georgia, niedaleko Atlanty. Na jej zboczu znajduje się płaskorzeźba Stone Mountain. 
Zlokalizowano tu akcję finału amerykańskiego filmu sensacyjnego Ścigani z 1996 roku.